# Палкинская (Харовский район)
Палкинская — деревня в Харовском районе Вологодской области.
Входит в состав Разинского сельского поселения, с точки зрения административно-территориального деления — в Разинский сельсовет.
Расстояние по автодороге до районного центра Харовска — 39 км, до центра муниципального образования Горы — 4 км. Ближайшие населённые пункты — Шиханиха, Большая, Дедевка, Дор, Токарево.
По переписи 2002 года население — 2 человека.